# Fight for Life
Fight for Life — компьютерная игра в жанре файтинг, разработанная и опубликованная Atari Corporation для приставки Jaguar в 1996 году. Это была последняя игра для Jaguar, выпущенная до прекращения официальной поддержки платформы.

## История
В 1994 году Atari наняла Франсуа Бертрана, который до этого работал программистом в Sega AM2. Перед ним была поставлена задача разработки трёхмерного файтинга для Jaguar. До этого Бертран разрабатывал модули управления камерой и обнаружения столкновений для выпущенной Sega трёхмерной игры Virtua Fighter. В Atari он стал ведущим (и единственным) программистом игры Fight for Life.
Трёхмерный формат и полигональная графика были намеренно заимствованы у игр Virtua Fighter и Tekken (Namco), которые в то время уже были выпущены для игровых автоматов и должны были быть вскоре выпущены для домашних игровых консолей.
Разработка игры была завершена примерно спустя 19 месяцев, в декабре 1995 года. Atari выпустила игру в 1996 году. Fight for Life была первым и единственным трёхмерным файтингом на приставке Jaguar.

## Сюжет
В однопользовательском режиме игрок управляет одним из восьми умерших персонажей, которые должны сразиться в турнире, чтобы сбежать из ада и получить вторую жизнь.

## Игровой процесс
Fight for Life — полигональный трёхмерный файтинг. Механика игрового процесса очень похожа на использовавшуюся в Virtua Fighter, с двумя заметными исключениями. Во-первых, игрок начинает игру без специальных атак, однако имеет способность «похитить» две специальные атаки у побеждённых противников. Таким способом игрок может создать уникального бойца. Во-вторых, в отличие от большинства файтингов соответствующего временного периода, бойцы могли перемещаться в трёхмерном пространстве. В числе доступных для игрока манёвров  присутствовал шаг в сторону, который позволял передвигать бойца по кругу в направлении против часовой стрелки, при этом оставаясь повёрнутым лицом к противнику.

## Восприятие
Большинство игровых журналов оценило игру негативно, отметив слабую графику и звук. Обозреватель Seanbaby журнала Electronic Gaming Monthly поместил игру под № 3 в его списке «20 худших игр всех времён».